# Jaume Llompart Salvà
Jaume Llompart Salvà (Llucmajor, Mallorca, 1915) és un militar i polític conservador mallorquí, regidor d'Inca i diputat al Parlament de les Illes Balears.
Jaume Llompart ingressà a l'exèrcit el 1936 i assolí el grau de comandant amb el qual es retirà el 1977. Fou cofundador el 1955 de Ràdio Joventut d'Inca, de la qual fou cap de realització i director durant els anys seixanta. El 1977 s'afilià a Alianza Popular. En la legislatura 1979-83 fou regidor de l'Ajuntament d'Inca (Mallorca), i a la 1983-87 diputat al Parlament de les Illes Balears a les eleccions al Parlament de les Illes Balears de 1983 i conseller d'Interior del Govern de les Illes Balears. Fou un dels defensors de la llei de l'escut de les Illes Balears.